# Гнёздово (археологический комплекс)
Гнёздовский археологический комплекс — комплекс археологических памятников эпохи Киевской Руси и археологический заповедник в Смоленской области России. Расположен на обоих берегах Днепра у деревни Гнёздово (от которой название комплекса) в 11—15 км к западу от центра Смоленска (частично входит в черту города). Основной период существования торгово-ремесленного поселения и время создания курганов определяется Х — началом XI века.
Территория древних поселений охватывала не менее 30 га. Комплекс включал не менее 4,5 тысяч курганов (сохранилось около половины) в 7 группах, два городища (Центральное X—XI веков и Ольшанское XVII века) и четыре селища. К настоящему времени сохранилось около 1700 курганов, раскопано более 1200 погребений. Площадь Центрального городища — около 1 га, площадь Ольшанского городища — около 1,5 га. Площадь современного комплекса составляет 207,4 га.
Один из опорных памятников (X — начала XI века) для изучения эпохи формирования Киевской Руси, раннего периода древнерусской культуры и начале распространения христианства в Поднепровье. Детали погребального обряда указывают на этническую (славяне, скандинавы и др.) и социальную (знать, воины, ремесленники и др.) неоднородность населения. В погребении первой четверти X века была найдена амфора крымского производства, на стенке которой процарапана самая ранняя известная древнерусская надпись «горушна».
Оригинальное древнерусское название Гнёздовского комплекса неизвестно. По предположению скандинависта Т. Н. Джаксон, Гнёздово упоминается в списке городов Руси древнескандинавского географического трактата с условным названием «Какие земли лежат в мире» под названием Сюрнес (норв. Sýrnes), что означает «Свиной мыс». Предполагается, что древнее имя Гнёздова произошло от названия реки Свинец, правого притока Днепра, и выглядело как *Свинеческъ, *Свинечск.
Наиболее известным является Центральное поселение и расположенные поблизости от них курганы. Центральное поселение включало городище и окружающее его селище при впадении реки Свинец в Днепр, у деревень Гнёздово и Глущенки (площадью около 20 га, раскопано более 6 тысяч м²). Оно возникло на рубеже IX и X веков и являлось ремесленно-торговым центром на пути «из варяг в греки» и погостом — местом пребывания дружины и сбора дани.

## История изучения
Согласно предположениям смоленского историка С. П. Писарева, топоним Гнёздово впервые упоминается в XV веке, когда поселение принадлежало одному из служилых людей. Следующее упоминание датируется 1648 годом в связи с тяжбой католического епископа Петра Парчевского с крестьянами из-за угодий. В это время луга вокруг Гнёздова уже были собственностью Смоленска. До середины XIX века нет никаких упоминаний об археологических находках в Гнёздове.
В 1867 году, во время работ на строительстве Орловско-Витебской железной дороги, рабочие близ Гнёздова нашли клад, состоявший, в основном, из серебряных украшений. Он получил название Большого гнёздовского клада и был передан Археологической комиссией в Эрмитаж. В 1870 году рабочими были найдены ещё два клада. В 1874 году член-корреспондент Московского археологического общества М. Ф. Кусцинский начал исследование курганов, раскопав четырнадцать из них. Находки из них, в том числе каролингский меч и скандинавский наконечник копья, привлекли внимание археологов к этому району.
В 1881 году начала свою деятельность археологическая экспедиция под руководством В. И. Сизова, учёного секретаря Российского исторического музея. Спустя год к нему присоединились известные археологи А. С. Уваров и В. Д. Соколов. Раскопки под руководством Сизова продолжались много лет, всего было вскрыто более 500 курганов. По его просьбе был снят общий план окрестностей Гнёздова, на котором штабс-капитан В. Зеленский схематически обозначил курганные группы. Один из Больших курганов X века в составе Центральной курганной группы, исследованный В. И. Сизовым в 1882—1885 годах, назван Большим Сизовским или Ц-41 (20) Сиз-1885. Последний раз исследования в Гнёздове Сизов провёл в 1901 году. Многочисленные находки пополнили коллекции Государственного исторического музея и Тенишевского музея в Смоленске. В 1902 году в Санкт-Петербурге была издана монография Сизова «Курганы Смоленской губернии. Гнёздовский могильник близ Смоленска», в которой он описал несколько курганных групп, результаты проведенных раскопок, выводы об этнической принадлежности населения древнего Гнёздова, его роли и хронологии.
На рубеже XIX—XX веков кроме Сизова раскопками в Гнёздове занимались и другие исследователи. В 1898—1901 годах раскопки вёл инженер службы железнодорожного движения С. И. Сергеев. В 1901 году Сергеев предпринял первые раскопки городища. В Центральной, Лесной и Днепровской курганных группах им были раскопаны 96 курганов. Кроме того, при помощи железнодорожного мастера П. Г. Павлова находки были сделаны и на тех участках, которые были отчуждены для железной дороги. В 1890-е годы несколько курганов раскопал Н. Бируков, а в 1899 году исследованиями занимались Г. К. Богуславский и С. П. Писарев. В 1905 году И. С. Абрамов раскопал ряд курганов Днепровской и Ольшанской групп. В 1909—1910 годах раскопками в Гнёздове занимался художник Н. К. Рерих.
В 1911 году курганы исследовал археолог В. А. Городцов. В 1914 и 1922 годах раскопки курганов Левобережной, Заольшанской и Нивлянской групп проводила Е. Н. Клетнова. Результаты проводимых ею раскопок были опубликованы в смоленской прессе. Первая мировая война и последовавшая за ней Гражданская война приостановили изучение Гнёздова. В 1920-е годы раскопки продолжил археолог А. Н. Лявданский. Именно он сделал подробное описание мест расположения и размеров каждой из курганных групп и составил подробный схематичный план всей территории Гнёздовского археологического комплекса. В 1923 году Лявданским были обнаружены два селища: Центральное и Ольшанское. В 1940 году раскопки проводил Н. В. Андреев, исследовавший несколько курганов и площадки Центрального городища. Также раскопки вели И. И. Ляпушкин и Е. В. Каменецкая.
В годы Великой Отечественной войны Смоленская область оказалась в зоне немецкой оккупации. В 1942 году немецкий археолог Клаус Раддатц сделал описание курганов и сделал некоторое количество находок. Они были отправлены в Музей первобытной и ранней истории в Берлине, где, предположительно, были уничтожены во время бомбардировок 1945 года. Находки, сделанные до войны и хранившиеся в Смоленском музее, также были либо уничтожены, либо депаспортизованы.
После войны, в 1949 году началось планомерное комплексное изучение Гнёздова Смоленской археологической экспедицией Московского государственного университета имени М. В. Ломоносова, которая первоначально называлась «Гнёздовской экспедицией». Вплоть до 1993 года её возглавлял археолог Д. А. Авдусин. Под его руководством было раскопано около 700 погребений. С 1973 по 2020 годы исследованиями в Гнёздове также занималась археолог Т. А. Пушкина, руководитель Смоленской археологической экспедиции МГУ с 1995 года.
В 1995 году раскопками в Гнёздове начала заниматься совместная археологическая экспедиция МГУ под руководством Т. А. Пушкиной и Государственного исторического музея под руководством В. В. Мурашёвой, работающая двумя отрядами. В основном она изучает поселения, но исследование курганов продолжается, в том числе с охранными целями. В частности, были раскопаны курганы Центральной, Лесной, Днепровской и Нивлянской групп. В 1995 году также велись охранные раскопки, которыми руководила Мурашёва. С 2010 года в Днепровской курганной группе работает самостоятельный отряд экспедиции ГИП под руководством сотрудника отдела археологии ГИМ С. С. Зозули. Изучением современного состояния Центральной курганной группы занимается экспедиция под руководством археолога В. В. Новикова, а изучением Левобережной курганной группы — экспедиция во главе с С. Ю. Каиновым. В 2017 году открыта Полевая курганная группа.

## Находки
Гнёздовские курганы
В период раннего железного века в 1-м тысячелетии до н. э. в районе Гнёздова возникло несколько укреплённых поселений—городищ, относившихся к днепро-двинской культуре. В IV веке н. э. на пологом склоне правого коренного берега Днепра в районе впадения реки Свинки появляется неукреплённое поселение земледельцев. Археолог Е. А. Шмидт установил, что районе Гнёздова в IV—VII веках последовательно сменяли друг друга несколько тушемлинских селищ. Центральное поселение в Гнёздове, основанное на рубеже VIII—IX веков пришедшими в Верхнее Поднепровье с юга по реке Сож славянами роменской культуры, с момента своего основания имело торговый характер. Участок «мокрого» слоя на берегу внутреннего озера Бездонка находится в пойменном секторе поселения у подножия Центрального городища. Нижняя пачка напластований на участке «мокрого» слоя (горизонты 5 и 6) относится к периоду до появления гончарного круга и содержит исключительно лепную керамику. В раннем культурном слое горизонта 5 были найдены остатки частокола из 46 столбов и постройка из сложенных под прямым углом, но несвязанных в сруб досок и брёвен из стволов лиственных и хвойных пород. Внутри конструкции в супеси нашли стеклянный бисер и фрагменты лепной керамики. Радиоуглеродный анализ четырёх древесных стволов, три из которых относятся к самой ранней пачке культурного слоя, в пойменной части Гнёздова, проведённый сотрудниками Государственного исторического музея, показал, что постройка на берегу озера Бездонка начала строиться в последней четверти VIII века. Верхняя часть горизонта 5 сформировалась в первой четверти IX века. При этом калиброванный интервал уровня 95,4 % растягивается у всех дат на два столетия.
Стратифицированные слои поймы «докругового» раннего Гнёздова из внутренней портовой зоны на берегу озера Бездонки относятся к первой четверти X века. Этим же возрастом датируются слои во второй портовой зоне на берегу средневекового Днепра. В Гнёздове имеются предметы, хронологически датируемые более ранним временем, но они найдены в археологическом контексте X века. После 930 года в Гнёздове распространилась керамика, сделанная на гончарном круге.
Первоначально территория поселения была незначительной и составляла не более 1—2 га, но уже на первом этапе существования населённого пункта сформировалось Центральное поселение — укреплённая часть поселения. В центре поселения находилось городище, укрепления которого были впервые сооружены в начале X века. Рядом был расположен неукреплённый посад площадью около 16 га. Полукольцом его окружает курганный могильник, состоящий из Центральной и Лесной групп. Лесная курганная группа занимала площадь 17 га, Центральная курганная группа — 28 га. Первый горизонт значительного пожара на Центральном городище с круговой (72 %) и лепной (28 %) керамикой датируется второй четвертью — серединой X века.
В результате раскопок на поселении обнаружены следы ювелирного, гончарного, косторезного, железообрабатывающего ремёсел, арабские и византийские монеты VIII—X веков, весы и гирьки, предметы импорта — стеклянные и каменные бусы, шёлковые ткани, шиферные пряслица, стеклянная и поливная посуда, бронзовый бронзовые иранский светильник в виде женской головы и византийский энколпион X века с изображением Богоматери Знамение (раскопки Д. А. Авдусина, 1970) из сирийской провинции Византии.
В Гнёздово раскопано более 1100 погребений. Для погребений X века характерными являются трупосожжения под курганами, со второй половины X века появились трупоположения. Известны погребения в камерах столбовой или срубной конструкции, в ладье. Многие курганы содержат остатки парных (мужчина и женщина) кремаций. В нескольких случаях имеются захоронения воина с конём и др. До 10 % погребений содержат предметы вооружения, в том числе мечи. Особой группой являются Большие курганы, содержавшие парные трупосожжения, которые сопровождались пиршественными наборами с металлическими котлами, особым размещением оружия и др., аналогичные ряду «княжеских курганов» Скандинавии (Скопинтул в Швеции, Меклебуст в Норвегии) и Руси (Гульбище, Чёрная могила в Чернигове). Известно не менее 9 монетных и денежно-вещевых кладов X века, в том числе включавшие богатые славянские и скандинавские украшения. В найденном в 2010 году кладе с младшей монетой, выпущенной в 323 г. х. (953/954 г.), нет ни одного дирхама с пробой ниже 90 %.
В 1949 году при раскопках кургана № 13 в Лесной группе была найдена амфора крымского происхождения с древнейшей известной на Руси кириллической надписью (вторая четверть — середина X века) — «горушна». По мнению академика О. Н. Трубачёва, кириллица древнего образца свидетельствует о проникновении на Русь глаголицы из Среднего Подунавья.
В 950-е годы все сооружения «центрального» участка (раскоп П-8) погибли в результате пожара. В 950-х — первой половине 960-х годов Гнёздово подверглось военному разгрому, сопровождавшемуся уничтожением высшего слоя гнёздовской элиты. На возможный насильственный характер этих изменений указывает выпадение целой группы кладов в 950 — начале 960-х годов. По гипотезе Н. И. Платоновой, 22 «князя» или «архонта» Руси, чьи представители упомянуты наряду с послами Игоря, Ольги и Святослава в русско-византийском договоре 944 года и в протоколах приёмов Ольги в Константинополе в 946 или 957 году и не упомянутые в русско-византийском договоре 971 года, были устранены с политической сцены Древней Руси в 950—960 годах. Возможно, установление прямой зависимости Гнёздова от центральной киевской власти в эпоху начала княжения Святослава Игоревича связано с процессом установления погостов и уроков (даней) княгиней Ольгой. Второй горизонт значительного пожара на Центральном городище с преимущественно лепной керамикой датируется серединой — третьей четвертью X века.
После разорения предгородской центр в Гнёздове был быстро восстановлен и на следующие десятилетия приходится его расцвет, фиксируемый по археологическим данным. Подчинение Гнёздова Киеву отражается в появлении с середины X века ременных украшений (бляшек) «черниговской» школы, среднеднепровской высококачественной круговой керамики и овручских пирофиллитовых шиферных пряслиц. В слоях второй половины X века гнёздовской поймы выпадает массовый византийский материал (амфорная тара, стеклянные сосуды), что свидетельствует о развитии торговых контактов. В первой половине X века в Гнёздове были распространены каролингские мечи, наконечники копий с треугольным лезвием, ланцетовидные наконечники копий и стрел. С середины X века появляются кистени, ударно-дробящее оружие, топоры, чеканы, копья-пики, сложносоставной лук, удила, стремена.
В середине X века на мысу левого берега Свинца над поймой Днепра были проведены работы по укреплению периметра Центрального городища — с напольной стороны был выкопан ров, возведены валы и частокол, подрезаны склоны террасы.
В середине и второй половине X века образовались другие курганные группы — Днепровская, Ольшанская и Правобережная Ольшанская. Эти поздние курганы расположены вдоль берега Днепра ниже по течению. В то же время Лесная и Центральная курганные группы продолжали расти. К концу позднего периода общее количество курганов достигло 4500—5000. Кремация является преобладающим погребальным ритуалом в Гнёздовских курганах (52 % погребений), ингумации составляют около трети (31 %) погребений в коллекции разведанных погребений. Остальные 17 % представляют собой так называемые пустые курганы, где остатки захоронений не обнаружены. В Гнёздовских курганах погребены богатые воины с предметами вооружения или простые горожане с многочисленными бытовыми вещами и орудиями, которыми они пользовались при жизни.
Во второй половине X века в Гнёздове проживало от 800 до 1000 человек. Основными занятиями населения Гнёздова были торговля и ремесло. В городе имелись разные ремесленные мастерские: кузнечные, слесарные, ювелирные. Гнёздово, наряду с Городком на Ловати, было одним из двух центров производства трёхдырчатых и ромбовидных подвесок. Находки шиферных бус в Гнёздове и на Очеретяной горе близ Шестовиц свидетельствуют о попытке производства собственных бус из местного сырья в Южной Руси во второй половине X века.
Некоторые погребения конца 70—80-х годов X века были обнаружены останки людей, предположительно принявших неполное крещение, кресты из листового серебра (крестовидные подвески скандинавского типа) и восковые свечи. Эти погребения, как правило, имеют характерную для христианских могил ориентировку головой на запад и часто содержат гробы. Таких погребений в Гнёздове известно около 85.
Самые многочисленные находки составляла домашняя утварь. Также среди вещей, найденных в Гнёздово имеются бритвы и ножницы, серпы, подковообразные застёжки-фибулы, подвески к ожерельям, славянские и балтийские височные кольца, языческие амулеты, восточные ременные наборы, великоморавские украшения-пуговицы — гомбики.
Обнаруженное в 2013 году писа́ло Т. А. Пушкина отнесла к XII или XIII веку. В 2014 году два писа́ла были найдены на северном участке раскопа П-8 в слоях конца X века — первой четверти XI века. На трёх сердоликовых вставках в перстни из кургана Л-210 в Лесной группе обнаружены надписи на арабском языке.
В сезон 2017 года впервые за 30 лет на территории курганного могильника в захоронении мужчины 60—70 лет по обряду трупоположения был найден меч. Эта находка вошла в список российских археологических находок года по версии журнала «Наука и Жизнь». Ещё один меч, вертикально воткнутый в землю по самое перекрестье, и кальцинированные человеческие кости были найдены в 2017 году на территории северо-восточной части Центрального поселения. Меч, копьё, два золотых слитка, серебряные и золотые позументы, укладывающиеся во вторую четверть X века, от расшивки одежды найдены в 2018 году в кургане Л-210, в котором были похоронены мужчина и две женщины по обряду трупосожжения. Также в этом кургане найдены 20 восточных дирхемов и одна золотая византийская монета, датировка которых укладывается во вторую половину VIII века — первую половину IX века.
Для монетного клада 1973 года с младшей монетой 936—937 годов и монетно-вещевого клада 2001-б 2001 года на основе анализа форм сосудов, в которых они были найдены, предлагается дата сокрытия не ранее конца X — начала XI века. Находка зернёных серёг волынского типа в кладе 1993 года позволяет датировать его возрастом не ранее конца X — начала XI века, что противоречит принятой для него дате сокрытия (50-е годы X века). Подвеска гнёздовского типа AIV, вариант 3 из клада 1867 года аналогична подвеске из клада 2001-б, датированной последней третью X века. Также выпадает из традиционного ряда дат сокрытия гнёздовских кладов второй группы клад 1870 года. Я. В. Френкель, опираясь на бусинный материал, отнёс дату захоронения этого комплекса к последней четверти X века.
Поздняя судьба Гнёздова известна плохо. Гнёздово исчезло в начале XI века по не до конца выясненным причинам. Материалы XII—XVII века обнаружены только на Центральном городище, где в этот период, предположительно, располагалась усадьба феодала: найдены стеклянные браслеты, бронзовые книжные застежки, крестики из цветного металла. Однако поздний могильник неизвестен. В XVII веке на этом месте располагалась резиденция католического священника: найдены остатки печи с зелёными поливными изразцами с латинскими и польскими надписями, польско-шведские монеты и др.
Раскопки в Гнёздово продолжаются до настоящего времени.

## Палеогенетика
У обитателей Гнёздова X—XI веков палеогенетики определили Y-хромосомные гаплогруппы BT, I1a>L22>Y3549>S25633>BY67763(VK223), N1a1a1a1a1a-VL29, R1а-Z645 (VK466), R1b1a1b1a1a2-P312>U152>L2>BY61747 (VK273 Russia_Gnezdovo 77-255, покрытие 1,092×) и митохондриальные гаплогруппы H6a1a4, H7a1, H13a1a1c, H26a1, H63, HV0 (VK470 Russia_Gnezdovo 77-212), HV0a1, K1b2b (VK272 Russia_Gnezdovo 77-241(g)), V13, U4c1, U5a2a1b1, U5b1+16189+@16192, T1a1b (VK224 Russia_Gnezdovo 78-249). У VK224 обнаружили заражение малярийным плазмодием (Plasmodium vivax).

## Этническая принадлежность
Некоторые скандинавские украшения из Гнёздова, X век
Учёные предполагают, что население города было полиэтничным. Имеются разногласия о преобладающем этносе и его количестве. Многие черты погребального обряда и материальной культуры схожи со скандинавскими. Найденные в Гнёздове предметы имеют аналогии с предметами, найденными на территории Скандинавии.
По подсчётам Д. А. Авдусина, среди гнёздовских курганов более 40, возможно, содержали скандинавские погребения, ещё в 17 найдены скандинавские вещи. В одном погребении была похоронена финка с Верхнего Поволжья, ряд погребений в курганах был с обрядом, напоминающим обряд восточных балтов (типа Акатовского грунтового могильника V—VII веков).
Из гнёздовского археологического комплекса происходит около трети всех известных в настоящее время скандинавских языческих амулетов, найденных на территории Восточной Европы — «молоточки Тора», кресаловидные привески и т. д. Наиболее ранние скандинавские находки в Гнёздове сравнительно немногочисленны и относятся к первой половине X века, тогда как основная их масса датируется серединой — второй половиной X века. В Гнёздове найдено около 50 украшений, характерных для памятников культуры смоленско-полоцких длинных курганов.
У ученых, занимающихся раскопками в Гнёздове, не вызывает никакого сомнения факт присутствия большого количества скандинавов. По подсчётам Ю. Э. Жарнова на основе материалов погребений, скандинавы составляли не менее четверти населения Гнёздова. П. П. Толочко указывает, что в Гнёздове из тысячи курганов только 60 оказались погребениями скандинавов.
Экспедицией Д. А. Авдусина на периферии Лесной группы в кургане № 47 было найдено трупосожжение в ладье мужчины и женщины с уникальным совместным присутствием в погребении таких выдающихся и близких по времени, но равноудаленных по происхождению предметов как солид византийского императора Феофила, превращённый в медальон, бронзовый крюк для подвешивания меча, в виде головы дракона пожирающего другого дракона, обломки массивных цельносеребряных позолоченных каролингских шпор и урна-горшок волынцевского типа. Эти находки позволили предположить, что в ладье был похоронен один из послов «хакана» народа «Рос», известных по упоминанию в Бертинских анналах. Позднее было установлено причерноморское происхождение двух урн из этого погребения и уточнена датировка кургана — вторая четверть — середина X века.
По мнению B. A. Булкина, Большие курганы, сосредоточенные в Центральной и Ольшанской группах, а также в группе Сергеева, нельзя признать скандинавскими, что отражает процесс ассимилиции выходцев из Скандинавии. На территории Гнёздова и Чернигова нельзя найти абсолютно точного воспроизведения скандинавской погребальной практики больших курганов.
Луннические височные кольца «нитранского типа», кольца с гроздевидной подвеской, лучевые височные кольца (рубеж IX—X веков), обнаруженные на городище Монастырёк и в Гнёздове, и некоторые типы гончарной круговой керамики (20—30-е годы X века) своим происхождением связаны с Великой Моравией, откуда, вероятно, прибыли славянские беженцы, теснимые венграми. О присутствии великоморавского населения в Гнёздове свидетельствуют такие предметы вооружения как секира «блучинского» типа, топоры типа VI, возможно мечи типов V и X (самые ранние мечи таких типов происходят из Великой Моравии), наконечники стрел типа 2 и обломка шпоры. Часть украшений нитранского типа была произведена в Гнёздове — здесь в производственном комплексе середины — третьей четверти X века была найдена литейная формочка для изготовления такого украшения. Некоторые изделия привозные, преимущественно женские украшения из Скандинавии. Отдельные предметы вооружения имеют североевропейское, западнославянское и восточное происхождение и относятся к IX—XI векам (шлемы, стрелы, боевые топоры, мечи). При раскопках найдено большое количество восточных арабских монет — дирхемов, попавших сюда с арабского Востока по Волго-Балтийскому пути. Широтный путь росов с верховьев Днепра «в чёрную Булгарию и Хазарию» на Волгу, описанный в 42-й главе византийского трактата X века «Об управлении империей», совпадает с выводами археологов о том, что широтный торговый путь «Западная Двина — Днепр — Ока — Волга» был главной коммуникационной артерией в истории раннего Гнёздова, а путь «из варяг в греки» стал для Гнёздова основной торговой магистралью только с середины X века. В двух погребениях были обнаружены кольчуги. Часто находятся отдельные кольца и обрывки кольчужного плетения. В Гнёздове были найдены две целые и одна фрагментированная доспешная пластина. Ещё одна пластина от доспехов с древнерусской территории, относящаяся к X веку, найдена на селище рядом с Сарским городищем. При раскопках в Гнёздове в Больших курганах, где, возможно, захоронены представители княжеской династии, найдено два шлема. Один из шлемов находит аналогии среди материалов Великой Моравии, что, наряду с другими великоморавскими артефактами, найденными в Гнёздове, позволяет предполагать передвижение в Гнёздово беженцев из Великой Моравии после её разгрома венграми. Второй шлем имеет аналогии со степными, кочевническими древностями.
Т. И. Алексеева, исследовав в 1990 году краниологическую серию Гнёздовского могильника из четырёх мужских и пяти женских захоронений (два мужчины и две женщины из погребений в камерах), определила явное сходство с балтским и прибалтийско-финским комплексом и отличие от германского комплекса. Анне Стальсберг считает, что одновременные парные погребения с ладьёй в Гнёздове не идентичны вторичным захоронениям, найденным в несожжённых камерах в Бирке. Также она определила, что четырёхугольные в сечении стержни заклёпок из Гнёздова ближе к балтийской и славянской традиции, нежели к скандинавской (с круглыми в сечении стержнями заклёпок), и объединила их с заклёпками из староладожского Плакуна, приведя заключение Я. Билля о том, что заклёпки из Плакуна ближе к балтийским и славянским. Стальсберг полагает, что при захоронении славянок могли использовать одну фибулу. Из 43 гнёздовских трупосожжений с овальными фибулами, лишь в 5 случаях отмечено не менее двух фибул. Всего к 2001 году в Гнёздовском археологическом комплексе обнаружено 155 фибул.
После разгрома старого поселения новая элита, управлявшая городом и его округой в период господства киевской администрации, представлена погребениями в камерных могилах, аналогичных погребениям Киевского некрополя и Черниговщины, которые в совокупности датируются второй половиной X века. Для Гнёздова наиболее характерны ингумации в деревянных камерах каркасно-столбовой конструкции (как и для могильников Шестовиц и Чернигова) — угловые деревянные столбы вкапывались или вбивались по углам могильной ямы, а к ним крепились деревянные стены погребального склепа. В нескольких захоронениях в Гнёздове, Старой Ладоге, Тимерёве и Пскове зафиксированы следы берёсты, покрывавшей дно могилы. В ряде случаев в Гнёздове, Шестовицах, Киеве (некрополь на Старокиевской горе), Чернигове и Тимерёве исследователями отмечено существование камер отличной и от срубной, и от столбовой конструкций. В Гнёздово камеры распределены достаточно равномерно между всеми могильниками, чаще всего, по границам курганных групп. В самых поздних группах погребений (в Правобережной Ольшанской и в Днепровской) камеры расположены хаотично по всей площади могильника. Для двух камерных погребений Гнёздовского некрополя получены дендродаты — 975 и 979 годы. В погребении в камере кургана Ц-171 отмечен обряд, при котором гроб, сбитый гвоздями и содержавший останки женщины, был помещён в камеру столбовой конструкции, что типично для Южной Балтики и староладожского Плакуна, в то время как в Бирке гробы в камерах отсутствуют. Для погребений в курганах Ц-191 и Ц-255 предполагается степное происхождение.
При анализе Гнёздовского курганного некрополя выявляются тенденции в развитии погребального обряда. С середины — третьей четверти X века в центральной части могильника образуется своего рода «аристократическое кладбище», состоящее из цепочки особенно высоких, так называемых «больших курганов» (до 5—8 м высотой и от 25 до 37 м в диаметре). С наибольшими основаниями к этой группе относятся 6 курганов, 4 из которых расположены в Центральном могильнике (курган 20, курган 74, курган Ц-2, один — в Днепровском могильнике (курган 86), один — в Ольшанском могильнике. В погребальном обряде этих насыпей обычаи, привнесенные варягами (сожжение в ладье), соединились со своеобразными новыми ритуалами, выработанными в местной среде и неизвестными в Скандинавии. Эти погребальные комплексы сопоставляют с аналогичными «большими курганами» Чернигова — Гульбищем и Чёрной могилой. В больших курганах Гнёздова и Чернигова похоронены люди, обладавшие большой сакральной и военно-административной властью. Видимо, к середине X века в Гнёздове оформилась собственная княжеская власть, субъекты которой, возможно, входили в группу лиц, упомянутых в «Повести временных лет» под 907 годом: «по тем… городом седяху велиции князи, под Олгом суще».

## Гнёздово и Смоленск
В начале XI века важность Гнёздова падает и роль торгового центра переходит к соседнему Смоленску. Открытым остаётся вопрос взаимосвязи между Смоленском и Гнёздовым.
Вопрос о времени, причинах и обстоятельствах прекращения существования Гнёздова как раннегородского центра трудноразрешим. В настоящее время имеющиеся данные свидетельствуют об очень быстром прекращении существования Гнёздова как раннего древнерусского города в начале XI века. Пока неясно произошло это в результате насильственного уничтожения или мирного «переноса» города на новое место. Финальный пожар, выявленный на раскопе П-2, указывает на вероятность насильственного уничтожения, хотя неизвестно, был ли этот пожар тотальным. Исследования пойменной части Центрального селища позволили уточнить датировку финала Гнёздова. На раскопе П-2 из нижнего горизонта культурного слоя (горизонт 5) была получена серия дендродат, самая поздняя из которых — 1002 год. Материалы из второго и третьего горизонтов типичны для «классического» Гнёздова и не указывают на существенные изменения в культуре и характере поселения по сравнению со второй половиной X века. Постройки второго горизонта погибли в пожаре после этого активная деятельность в этом месте прекратилась. Эти данные не позволяют датировать финал раннегородского периода истории Гнёздова временем ранее 20—30-х годов XI века.
Согласно «Повести временных лет», в 882 году Смоленск был захвачен и присоединён к Древнерусскому государству князем Олегом. Эта ранняя летописная дата не рассматривалась как доказательство существования Смоленска уже в IX века (Начальный летописный свод был составлен только в конце XI века), поскольку долгое время считалось, что археологические следы города на Соборной горе (исторический центр Смоленска) ранее второй половины XI века отсутствуют. Многие исследователи в качестве древнего Смоленска рассматривали Гнёздовский комплекс, перенесённый затем на новое место, что должно было объяснить отсутствие археологических слоёв до XI века в самом Смоленске. Предполагалось также, что к Гнёздову относился топоним Милиниски (Смоленск), упомянутый Константином Багрянородным. Ещё А. А. Спицын считал Гнёздово первоначальным Смоленском и относил время его переноса на современное место в 12 км выше по Днепру к эпохе Ярослава Мудрого.
По мнению смоленского археолога Е. А. Шмидта,

«Материалы, полученные в результате изучения Гнёздовского археологического комплекса (курганных могильников и поселений), являются ценнейшими историческими источниками. Они дают разносторонние сведения о жизни населения Гнёздова и позволяют решать многие проблемы не только локального, но и общерусского характера, при этом полученные исторические выводы весьма обоснованы и убедительны, так как опираются на обширный археологический материал. В результате исследований было установлено, что Гнёздовский археологический комплекс представлял собой сохранившиеся до наших дней руины формировавшегося города (протогорода IX—X вв.), имевшего типичную для того времени структуру: часть поселения — детинец, неукреплённые поселения — посад, расположенные вокруг обширные языческие кладбища — курганные могильники.

Письменные источники о верховьях Днепра в IX—X вв. не упоминают какого-либо другого крупного поселения — древнего города, кроме Смоленска. Поэтому встаёт правомерно вопрос о местоположении и взаимоотношении Смоленска и Гнёздова. Древнерусские летописи точно не локализуют местоположение Смоленска, указывая только, что он был на Днепре. Чисто формально это даёт основание считать, что начиная с IX—X веков и до нашего времени город располагался на его современном месте. Однако, исходя из имеющихся археологических данных, такой вывод пока не подтверждается, поскольку ни остатков городских оборонительных сооружений, ни языческих курганных погребений, ни, вообще, культурного слоя с артефактами этого же времени в пределах современного Смоленска не обнаружено, несмотря на более чем столетние поиски. Поэтому возникла проблема, связанная с первоначальным местоположением города. Так как в Гнёздове в IX—X веках было поселение раннегородского типа, эта проблема включила в себя вопрос о взаимоотношении Гнёздова и Смоленска в то время. Г. Богуславский после раскопок, проведенных им в 1905 г., считал Гнездово „местом упокоения умерших, местом похоронных тризн“, то есть кладбищем жителей древнего Смоленска».
Историк и археолог Л. В. Алексеев предполагал, что древнее название Гнёздова — Свинеск, образованное от гидронима Свинец (ныне река Ольшанка в Гнёздове). Это название, согласно данной версии, под влиянием распространённого здесь (в связи с волоком) смоления судов преобразовалось в Смоленск.
Согласно другой точке зрения, Гнёздово было погостом — местом пребывания дружины и сбора дани, а Смоленск существовал в это же время и являлся племенным центром кривичей. Подобные, параллельно существующие центры были известны и в других местностях: Ярославль и Тимирёво, Ростов и Сарское городище, Боголюбово и Владимир, Киев и Вышгород, Суздаль и Кидекша.
Ещё в первой половине XX века археологи находили на Соборной горе лепную керамику в культурном слое, датируемом ими ранним периодом, но эти находки не получили должного освещения. Полевые исследования, начатые в 2014 году экспедицией Института археологии РАН под руководством Н. А. Кренке в верхней части северо-восточного склона Соборной горы, на территории Троицкого монастыря и в других местах, дали ряд материалов, указывающих на существование на Соборной горе обширного поселения конца I тысячелетия н. э., входящего в состав крупного комплекса поселений. Эти датировки были подкреплены серией радиоуглеродных анализов.
Однако согласно письменным источникам, политическое значение Смоленска по сравнению с раннегородским центром в Гнёздове было скромным: после учреждения Смоленского княжества в 1054 году на смоленский стол сажали не являвшихся самостоятельными политическими фигурами самых младших сыновей Ярослава Мудрого — Вячеслава и Игоря, а после смерти Игоря в 1060 году в Смоленске вообще не было князя не менее 15 лет.

## Охрана комплекса и его современное состояние
30 августа 1960 года Совет Министров РСФСР постановил взять Гнездовские курганы под охрану как памятник археологии государственного значения. Исполнительный комитет Смоленской области принял соответствующее решение 25 марта 1961 года.
9 октября 2007 года Администрация Смоленской области приняла постановление «Об организации охранных зон и установлении режимов использования земель в зонах Гнёздовского комплекса археологических памятников», которое утвердило границы археологического памятника, его охранных зон, а также регулирование зон под строительство и для хозяйственной деятельности.
1 января 2011 года был создан историко-археологический и природный музей-заповедник «Гнёздово». Основными целями его деятельности являются охрана археологического памятника, его исторической среды и прилегающих ландшафтов, его изучение, а также популяризация.
Гнездовские курганы находятся в зоне активной хозяйственной деятельности. Непосредственно в Гнездове и Глущенках их число постепенно сокращается. По словам археологов, причинами этого являются расширение двух карьеров и кладбища, а также строительство новых домов и хозяйственных построек. Кроме того, курганы подвергаются разорению со стороны «черных копателей».
В 2015 году Администрация Смоленской области выдвинула предложение включить археологический комплекс в число объектов всемирного наследия ЮНЕСКО. Предложение было одобрено Министерством культуры Российской Федерации, после чего был начат сбор необходимых документов.
Археолог Василий Новиков, руководитель изучения объектов Центрального поселения, так оценивал состояние курганов весной 2016 года:
Беглый осмотр курганной группы позволяет сделать вывод о том, что ей остались считанные годы. Результаты мониторинга в мае 2016 года свидетельствуют, что от восьмисот с лишним курганов осталось не более восьмидесяти насыпей. Из этого числа в зоне до железной дороги двести десять исследовано археологами, а остальные пятьсот девяносто шесть просто уничтожены, снесены, застроены.
Характер археологического комплекса отражён в современных названиях Славянская улица и Варяжская улица деревни Гнёздово. Также одна из улиц деревни носит имя Д. А. Авдусина.